# FC Libourne-Saint-Seurin
FC Libourne-Saint-Seurin was een Franse voetbalclub uit Libourne in het departement Gironde. De club bestond van 1998 tot 2009 en was een fusie tussen AS Libourne en AS Saint-Seurin.

## Geschiedenis

### AS Libourne
FC Libourne werd in 1935 opgericht en veranderde in 1966 zijn naam in AS Libourne. Tot 1971 speelde de club voornamelijk in de regionale competitie, op enkele uitstapjes naar de derde klasse na. In 1980 promoveerde de club naar de Division 2 en verbleef daar vier jaar, zonder succes. De zakte langzaam weg en in 1997 degradeerde de club naar de CFA 2 (vijfde klasse). Een jaar later fuseerde de club met AS Saint-Seurin-sur-L'Isle en nam zo zijn huidige naam aan.

### FC Libourne-Saint-Seurin
In het eerste seizoen werd de club kampioen van de CFA 2 en promoveerde zo naar de CFA. Na vier seizoenen promoveerde de club naar de Championnat National en in 2006 werd de club derde en promoveerde zo naar de Ligue 2 en moest het profstatuut aannemen. In het eerste seizoen kon de club een degradatie net vermijden, maar in 2008 werd de club voorlaatste en degradeerde. In oktober 2009 werd de fusie tussen de clubs ongedaan gemaakt. AS Libourne gaat verder onder de nieuwe naam FC Libourne.

## Bekende (ex-)spelers
- Mohamed Dennoun
- Charles Kaboré
- Laurent Pionnier
- Mathieu Valbuena